# Математична предметна класифікація
Математична предметна класифікація (МПК, англ. Mathematics Subject Classification, MSC) —  буквенно-цифрова класифікаційна система розділів математики і напрямків математичних досліджень, розроблена і використовується двома основними оглядовими математичними базами даних — Mathematical Reviews і Zentralblatt MATH (zbMATH), введеними, відповідно, Американським математичним товариством і Європейським математичним товариством. Класифікатор містить більше 5 тис. згрупованих в трирівневу ієрархію елементів, кожен з яких відображає якусь специфічну тематику математичних досліджень.
Існує з 1940 року, приблизно раз на десятиліття виходять коригування. Використовується багатьма математичними журналами, які вимагають від авторів вказувати коди МПК в статтях відповідно до тематики.

## Структура
Має трирівневу ієрархічну структуру. Класифікатор першого рівня — це дві десяткові цифри, другого рівня — велика латинська буква, третього рівня — дві десяткові цифри. Наприклад:
- 53. Диференціальна геометрія.
53A. Класична диференціальна геометрія.
53A45. Векторний і тензорний аналіз.

Класифікатор повинен містити не менше двох цифр, наприклад, 05 — комбінаторика.

### Перший рівень
На першому рівні пронумеровані понад 40 основних розділів математики. Нумерація не суцільна, деякі номери зарезервовані на майбутнє. Перші номери у розділів «Загальна», «Історія та біографії», «Математична логіка та метаматематика», «Комбінаторика», далі йде серія алгебраїчних розділів, потім — різні розділи аналізу, далі — розділи геометрії і топології, чисто математична частина верхнього рівня класифікатора закінчується наступними розділами: «Глобальний аналіз, аналіз на многовидах» (сполучний між топологією і аналізом), «Теорія ймовірностей і випадкові процеси», «Обчислювальна математика». Починаючи з коду 68  пронумеровані прикладні категорії — «Інформатика», кілька розділів механіки, фізики, виділені розділи під астрономію, біологію, теорію систем і теорію керування. Останній код верхнього рівня класифікації — 99, присвоєно розділу «Математична освіта».

### Другий рівень
На другому рівні латинськими літерами позначені підрозділи математичних дисциплін занумерованих на першому рівні. Наприклад, для диференціальної геометрії (перший код 53) значення кодів другого рівня такі:
- A — класична диференціальна геометрія,
- B — локальна диференціальна геометрія,
- C — глобальна диференціальна геометрія.

Крім літер існує спеціальний код «-», який використовується для специфічних категорій:
- 53-00 — довідкова інформація (довідники, словники, бібліографії),
- 53-01 — інструкції (підручники, керівництва),
- 53-02 — оглядові матеріали (монографії, огляди),
- 53-03 — історичні матеріали,
- 53-04 — конкретні обчислювальні процедури та комп'ютерні програми,
- 53-06 — праці, конференції тощо.

Такі категорії повинні бути п'ятизначними.

### Третій рівень
Код третього рівня означає конкретну математичну проблему або об'єкт. Наприклад,11P05 — проблема Варингу і її модифікації.
Код третього рівня 99  використовується для позначення всіх проблем і об'єктів, які не позначені іншими кодами.

## Історія
Перша версія класифікатора опублікована в 1940 році. Надалі зміст класифікатора уточнювався і випускалися нові версії, редакції вийшли відповідно в 1959, 1973, 1980, 1985, 1991, 2000 і 2010 роках. Кожна редакція позначається роком її прийняття (наприклад, MSC-2010 або МПК-2010), публікуються таблиці переходу з попередньої версії класифікатора на нову. Зміни проектуються таким чином, щоб не виникало неоднозначностей, тобто, зайняті коди, що скасовувалися елементами класифікації, не використовуються новими елементами, таким чином, можливий пошук по базах даних за застарілими кодами класифікацій. При великих модифікаціях всередині розділу верхнього рівня він цілком переносився на новий код верхнього рівня, так, розділ «Логіка і підстави математики» при перегляді в 1980 році перенесений з коду 02 в код 03, а «Теорія чисел» в редакції 1985 року перенесена з коду 10 в код 11. Окремі розділи верхнього рівня скасовувалися і перепризначувалися на другий рівень класифікації в іншу дисципліну, так, «Теорія множин» до 2000 року входила в класифікацію на верхньому рівні з кодом 04, а починаючи з МПК-2000 віднесена на другий рівень розділу «Математична логіка та підстави математики» з кодом 03E. Для нових великих напрямків математичних досліджень при чергових переглядах призначалися верхні рівні класифікації, зокрема, коди верхнього рівня отримали «Многовиди і клітинні комплекси» (1959, код 57), «Глобальний аналіз і аналіз на многовидах» (1973, код 58), «K-теорія»(1985, код 19).
Текст класифікатора редакції 2010 року поширюється під вільною ліцензією (Creative Commons Attribution-Noncommercial-Share Alike).
У липні 2016 року Mathematical Reviews та zbMATH почали збирати матеріали математичної спільноти щодо чергової редакції MSC, яка була випущена як MSC2020 у січні 2020 року.

## Список розділів першого рівня
| - 00. Загальне(англ. general) - 01. Історія та біографії - 03. Математична логіка і метаматематика - 05. Комбінаторика - 06. Ґратка, порядок, впорядковані алгебраїчні структури - 08. Універсальна алгебра - 11. Теорія чисел - 12. Теорія полів, многочлени - 13. Комутативна алгебра - 14. Алгебрична геометрія - 15. Лінійна та полілінійна алгебра; теорія матриць - 16. Асоціативне кільце та алгебри - 17. Неасоціативне кільце і алгебри - 18. Теорія категорій, гомологічна алгебра - 19. K-теорія - 20. Теорія груп - 22. Топологічні групи, групи Лі - 26. Функція дійсної змінної - 28. Міра та інтегрування - 30. Функції комплексного аналізу - 31. Теорія потенціалу - 32. Функції багатьох комплексних змінних та аналітичні простори | - 33. Спеціальні функції - 34. Звичайні диференціальні рівняння - 35. Диференціальні рівняння з частинними похідними - 37. Динамічні системи і ергодична теорія - 39. Різницеве рівняння і функційне рівняння - 40. Послідовністі, ряди, ознаки збіжності - 43. Гармонічний аналіз - 44. Інтегральні перетворення - 45. Інтегральні рівняння - 46. Функціональний аналіз - 47. Теорія операторів - 49. Варіаційне числення і теорія оптимального управління; оптимізація - 51. Геометрія - 52. Опукла і комбінаторна геометрія - 53. Диференціальна геометрія - 54. Загальна топологія - 55. Алгебрична топологія - 57. Многовид і CW-комплекси - 58. Математичний аналіз, аналіз на многовидах - 60. Теорія ймовірностей і випадкові процеси | - 62. Математична статистика - 65. Обчислювальна математика (англ. numerical analysis - 68. Інформатика (англ. computer science) - 70. Теоретична механіка (англ. mechanics of particles and systems) - 74. Механіка суцільних середовищ (англ. mechanics of deformable solids) - 76. Гідродинаміка (англ. fluid mechanics) - 78. Оптика, теорія електромагнітної взаємодії - 80. Термодинаміка, теплообмін - 81. Квантова фізика - 82. Статистична механіка, будова речовини (англ. structure of matter) - 83. Загальна теорія відносності і теорія гравітації - 85. Астрономія і астрофізика - 86. Геофізика - 90. Дослідження операцій, математичне програмування - 91. Теорія ігор, економіка, суспільні науки(англ. behavioral sciences) - 92. Біологія та інші природничі науки - 93. Теорія систем і керування - 94. Інформації і комунікації, схеми (англ. circuits) - 97. Математична освіта |